# Більбейс
Більбейс (копт. Фелбс; араб. بلبيس) — місто в Єгипті, у південно-східній частині дельти Нілу, другий за величиною місто провінції Еш-Шаркія.

## Історія
За деякими даними, у Більбейсі була побудована перша мечеть на Африканському континенті — мечеть Садат Курейш.
Місто зіграло важливу роль в боротьбі за контроль над візиратом фатімідів: спочатку в 1164 році, коли Асад ад-Дін Шіркух разом зі своїм молодим племінником Салах ад-Діном Юсуфом був обложений в місті об'єднаними силами Шавара і Аморі I Єрусалимського протягом трьох місяців; потім в 1168 року, коли місто було атакований армією Аморі, який взяв місто через три дні, 4 листопада і влаштував в місті різанину. Криваві звірства породили обурення серед єгиптян-коптів, які бачили в хрестоносцях рятівників, але постраждали не менше, ніж мусульманське населення Більбейсу. Копти перестали підтримувати хрестоносців і об'єдналися зі своїми нехристиянськими сусідами проти іноземців.
В 1798 році укріплення міста були відбудовані за наказом Наполеона.
Сьогодні в Більбейс розташований комплекс академії ВПС Єгипту.

## Район
Район Більбейс нараховує 549 701 жителів (2002) і займає площу 1230 км². Район включає в себе 8 сільських громад, до яких відноситься 48 сіл і 381 дрібне поселення.